# Dodgeball – En komedi som siktar lågt
Dodgeball – En komedi som siktar lågt är en amerikansk komedifilm från 2004, i regi och manus av Rawson Marshall Thurber. I större roller syns Vince Vaughn, Christine Taylor och Ben Stiller.

## Handling
Gymägaren Peter La Fleur (Vince Vaughn) håller på att försättas i konkurs när hans stamkunder föreslår att de borde ställa upp i en spökbollsturnering där prispengarna skulle kunna rädda situationen. När Le Fleurs onda konkurrent White Goodman (Ben Stiller) får reda på detta ställer han också upp i turneringen – med ett lag bestående av världens bästa spökbollsspelare.

## Rollista
| Vince Vaughn     | – Peter La Fleur               |
| Christine Taylor | – Kate Veatch                  |
| Ben Stiller      | – White Goodman                |
| Rip Torn         | – Patches O'Houlihan           |
| Justin Long      | – Justin                       |
| Stephen Root     | – Gordon                       |
| Joel Moore       | – Owen                         |
| Chris Williams   | – Dwight                       |
| Alan Tudyk       | – Steve the Pirate             |
| Missi Pyle       | – Fran                         |
| Jamal Duff       | – Me'Shell Jones               |
| Gary Cole        | – Cotton McKnight              |
| Jason Bateman    | – Pepper Brooks                |
| Hank Azaria      | – Patches O'Houlihan (som ung) |
| William Shatner  | – spökbollsdomare              |
| David Hasselhoff | – Tysklands tränare            |